# Покори Луната
„Покори Луната“ (на испански: Atrapa la Bandera) е испанска компютърна анимация от 2015 г. на режисьора Енрике Гато, продуциран е от 4 Cats Pictures, анимиран е от Lightbox Entertainment, и е разпространен от „Парамаунт Пикчърс Интернешънъл“. Това е първият испански анимационен филм, който е пуснат в световен мащаб. Филмът печели наградата „Гоя“ за най-добър анимационен филм през 2016 г.

## В България
В България филмът излиза по кината на 29 януари 2016 г. в разпространение от „Форум Филм България“.

### Нахсинхронен дублаж
| Роля          | Изпълнител                                                          |
| ------------- | ------------------------------------------------------------------- |
| Майк          | Елена Русалиева                                                     |
| Ейми          | Ева Демирева                                                        |
| Марти         | Петър Бонев                                                         |
| Ричард Карсън | Константин Лунгов                                                   |
| Франк         | Марин Янев                                                          |
| Скот          | Мариан Маринов                                                      |
| Стив Гигс     | Теодор Елмазов                                                      |
| Бил           | Камен Асенов                                                        |
| Саманта       | Даниела Горанова                                                    |
| Джак Фар      | Стоян Цветков                                                       |
| Джей Лемън    | Христо Чешмеджиев                                                   |
| Президент     | Радосвета Василева                                                  |
| Други гласове | Камен Асенов Росен Русев Стоян Цветков Чавдар Монов Явор Караиванов |